# Tiny Toon Adventures 2: Trouble in Wackyland
Tiny Toon Adventures 2: Trouble in Wackyland är ett datorspel baserat på den animerade TV-serien Tiny Toon Adventures, utvecklat och utgivet av Konami, för att släppas till Famicom-NES 1992. Spelet släpptes ursprungligen i Japan under titeln Tiny Toon Adventures 2: Montana Land e Yōkoso (Tiny Toon Adventures 2 モンタナランドへようこそ? "Welcome to Montana Land").

## Handling
Buster Bunny blir i ett brev utan avsändare angiven inbjuden till nöjesfältet "Wackyland", och beger sig dit med sina vänner. Man spelar olika banor med olika figurer från serien, och skall samla ihop pengar till biljetterna till spökhuset, på banor som bland annat utspelar sig vid forsränningen, berg- och dalbanan, radiobilarna och ett tåg. Slutligen visar det sig att den hemlige avsändaren i själva verket är Montana Max.

### Fotnoter
1. 1 2 3  ”Tiny Toon Adventures 2: Trouble in Wackyland”. NES DB. 10 mars 1992. Arkiverad från originalet den 11 mars 2015. https://web.archive.org/web/20150311182618/http://www.nesdb.se/game_more.php?id=1487&rid=1. Läst 19 april 2014.
2. ↑  ”Tiny Toon Adventures 2” (på svenska). Nintendomagasinet (Kungsbacka: Atlantic) (1 1994):  sid. 16 (Power Player). april 1994. Läst 19 april 2014.